# Peng Dehuai
Peng Dehuai, född 24 oktober 1898 i Xiangtan, Hunan, död 29 november 1974 i Peking, var en framträdande kommunistisk militär och politiker i Kina.

## Biografi
Peng växte upp i en fattig familj i Hunan och gick 1916 med i krigsherren Tang Shengzhis lokala armé. Under Chiang Kai-sheks Norra expedition han i Nationella revolutionära armén som enade centrala Kina 1926-28. År 1928 gick han med i Kinas kommunistiska parti.
Peng var en av de ledande kommunistiska militärerna i Kina och ledde också de kinesiska trupperna i Koreakriget 1950-53. Han var den enda av landets toppledare som direkt, vid centralkommitténs konferens i Lushan i juli 1959, kritiserade Mao Zedong för misslyckandena med kampanjen Stora språnget.
Hans kritik kostade honom posten som försvarsminister senare samma år och även om han behöll sin plats som vice premiärminister och medlem av politbyrån hade han skaffat sig mäktiga fiender i Mao och Lin Biao, som efterträdde Peng som försvarsminister och i den rollen åter politiserade armén.
Peng arresterades i början av kulturrevolutionen, 1966, och dog i fängelse. Han rehabiliterades postumt 1978, två år efter Maos död.